# Tarangini
Die Tarangini (deutsch Die über die Wogen gleitet) ist ein Segelschulschiff der Indischen Marine. Das Präfix des Schiffsnamens ist INS und steht für Indian Naval Ship (deutsch Indisches Marineschiff).

## Allgemeines
Das Schiff wurde vom britischen Yachtdesigner Colin Mudie entworfen und auf der Goa Shipyard Limited im indischen Vasco da Gama gebaut. Die Tarangini lief am 1. Dezember 1995 vom Stapel und wurde am 11. November 1997 in Dienst gestellt.
Der Auxiliarsegler hat einen Stahlrumpf und ist als Dreimastbark getakelt. Die Segelfläche wird mit 965 bis 1035 m² angegeben. Zwei Schiffsdieselmotoren verbessern die Manövrierfähigkeit und erlauben die Weiterfahrt auch bei Windstille. Die Seeausdauer liegt bei 20 Tagen.
Vierzehn Jahre nach der Tarangini wurde am 27. Januar 2012 das Schwesterschiff Sudarshini in Dienst gestellt.

## Einsatz
Die Tarangini gehört zum 1. Schulgeschwader und ist im Marinestützpunkt Kochi stationiert. Sie wird auf weltweiten Reisen zur seemännischen Ausbildung von Kadetten eingesetzt. In den Jahren 2003–2004 war sie das erste indische Kriegsschiff, das die Welt umrundete. Am 27. April 2015 lief die Tarangini zu einer achtmonatigen Reise nach Europa aus. Während dieser Fahrt nahm das Schiff unter anderem an der Hanse Sail Rostock, der Sail Bremerhaven und der Sail Amsterdam teil.